# Cyrtophora admiralia
Espèce
Cyrtophora admiralia est une espèce d'araignées aranéomorphes de la famille des Araneidae.

## Distribution
Cette espèce est endémique des îles de l'Amirauté dans l'archipel Bismarck en Papouasie-Nouvelle-Guinée.

## Étymologie
Son nom d'espèce lui a été donné en référence au lieu de sa découverte, les îles de l'Amirauté.

## Publication originale
- Strand, 1913 : Neue indoaustralische und polynesische Spinnen des Senckenbergischen Museums. Archiv für Naturgeschichte, sér. A, vol. 79, no 6, p. 113-123 (texte intégral).